# Pyrinia suniadaria
Pyrinia suniadaria är en fjärilsart som beskrevs av Charles Oberthür 1912. Pyrinia suniadaria ingår i släktet Pyrinia och familjen mätare. Inga underarter finns listade.